# Herbert Hauswald
Herbert Hauswald (* 4. März 1912 in Sebnitz; † im 20. Jahrhundert in Chemnitz) ist ein ehemaliger deutscher Radrennfahrer.

## Sportliche Laufbahn
Als Amateur startete Hauswald für den bekannten Verein Wanderer Chemnitz, nachdem er aus seiner Geburtsstadt Sebnitz nach Chemnitz umgezogen war. 1932 gewann er den Großen Sachsen-Preis in der B-Klasse und hatte damit seinen ersten größeren Erfolg. 1933 gewann er dann das Rennen in der A-Klasse der deutschen Amateure mit großen Vorsprung.
Als Berufsfahrer startete Hauswald für die Radsportteams Adler, Phänomen und Bauer. Nach guten Platzierungen in deutschen Straßenrennen wurde Hauswald 1937 in die deutsche Mannschaft für die Tour de France berufen. Er beendete die Tour als 43. Er war ein wichtiger Helfer für den besten deutschen Fahrer Erich Bautz. Hauswald selbst konnte sich auf vier Etappen unter den zehn besten Fahrern platzieren. 1938 war er erneut am Start und wurde als 52. in Paris klassiert. Nach dem Zweiten Weltkrieg löste er wieder eine Lizenz als Berufsfahrer. 1948 konnte er Zweiter beim Rennen Rund um Berlin hinter Heinrich Schultenjohann werden.

## Berufliches
Er arbeitete einige Jahre als Radsporttrainer beim SC Karl-Marx-Stadt, wo er u. a. Rudolf Franz trainierte.